# The Celts (serie televisiva)
The Celts è un documentario a serie del 1986, prodotto dalla British Broadcasting Corporation, scritto e presentato da Frank Delaney. Delaney ha anche scritto un libro di accompagnamento.
Trasmesso in sei puntate di un'ora ciascuna, The Celts ha esaminato le origini, la crescita e l'influenza della cultura celtica nella Gran Bretagna e attraverso l'Europa. La serie è stata distribuita in DVD in Europa e Nord America nel 2004. Delaney ha inoltre scritto un libro di accompagnamento di sei capitoli, esteso con quattro leggende mitologiche irlandesi.

## Episodi
I sei episodi sono:
1. The Man with the Golden Shoes ("L'uomo dalle scarpe d'oro") include le prove archeologiche e storiche per i Celti e l'estensione della loro civiltà attraverso l'Europa, comprendendo i due episodi centrali della cultura celtica.
2. The Birth of Nations ("La nascita delle nazioni") mostra la formazione delle moderne nazioni celtiche dalla iniziale conquista Romana alla sua caduta.
3. A Pagan Trinity ("Una trinità pagana") parla della mitologia celtica, delle leggende e delle credenze, e poi dell'introduzione della fede cristiana tra gli irlandesi e scozzesi.
4. The Open-Ended Curve ("La curva indeterminata") presenta la distintiva arte fisica dei Celti, sia antica che moderna.
5. The Final Conflict ("Il conflitto finale") ritorna alla storia, presentando la conquista delle moderne nazioni celtiche da parte delle vicine Inghilterra e Francia, con una dettagliata revisione della tentata distruzione della lingua gallese, la resistenza irlandese, la rivoluzione e l'immigrazione degli irlandesi ed altri nel Nord America.
6. The Legacy ("L'eredità") è una discussione sull'influenza della cultura celtica al giorno d'oggi, con esempi di pratiche moderne ispirate ai Celti come la disciplina militare e la guerra, la Eisteddfod gallese, musica ed arte moderna irlandese, e lo sforzo dei Bretoni e degli abitanti di Isola del Capo Bretone di preservare la loro lingua nativa a fronte della assimilazione sociale da parte delle loro nazioni governanti.

## L'introduzione di Enya
La serie è meglio conosciuta per aver fatto conoscere al grande pubblico la musica della cantante irlandese Enya. Enya, precedentemente membro del gruppo irlandese Clannad, fu incaricata di comporre la musica per la serie. Inoltre, all'inizio di ogni episodio Enya esegue il tema principale, The Celts e due episodi includono anche video musicali delle canzoni I Want Tomorrow e Aldebaran. La performance di I Want Tomorrow è nota per il modo insolito con cui Enya viene presentata: appare vestita in indumenti in pelle da motociclista in una sequenza e sparando fuoco dalle punte delle dita in un'altra.
L'album della colonna sonora per The Celts fu distribuito la prima volta nel 1987 dalla BBC Records sotto il titolo Enya e fu in seguito ristampato in Nord America dalla Atlantic Records. Nel 1992, la Reprise Records, licenziataria delle registrazioni successive di Enya (come Orinoco Flow), ottenne i diritti per l'album Enya, che fu rimasterizzato e pubblicato con il titolo The Celts; questa nuova edizione contiene la variante di un singolo brano in versione più lunga. Il brano The Celts fu pubblicato come CD singolo e video musicale.
La canzone Boadicea dalla colonna sonora fu campionata da molti artisti, come The Fugees e Mario Winans.